# Stadion im. Atatürka w Kırklareli
Stadion im. Atatürka – wielofunkcyjny stadion w Kırklareli, w Turcji. Obiekt może pomieścić 4000 widzów. Swoje spotkania rozgrywają na nim piłkarze klubu Kırklarelispor.